# Cristoforo Colombo (opera)

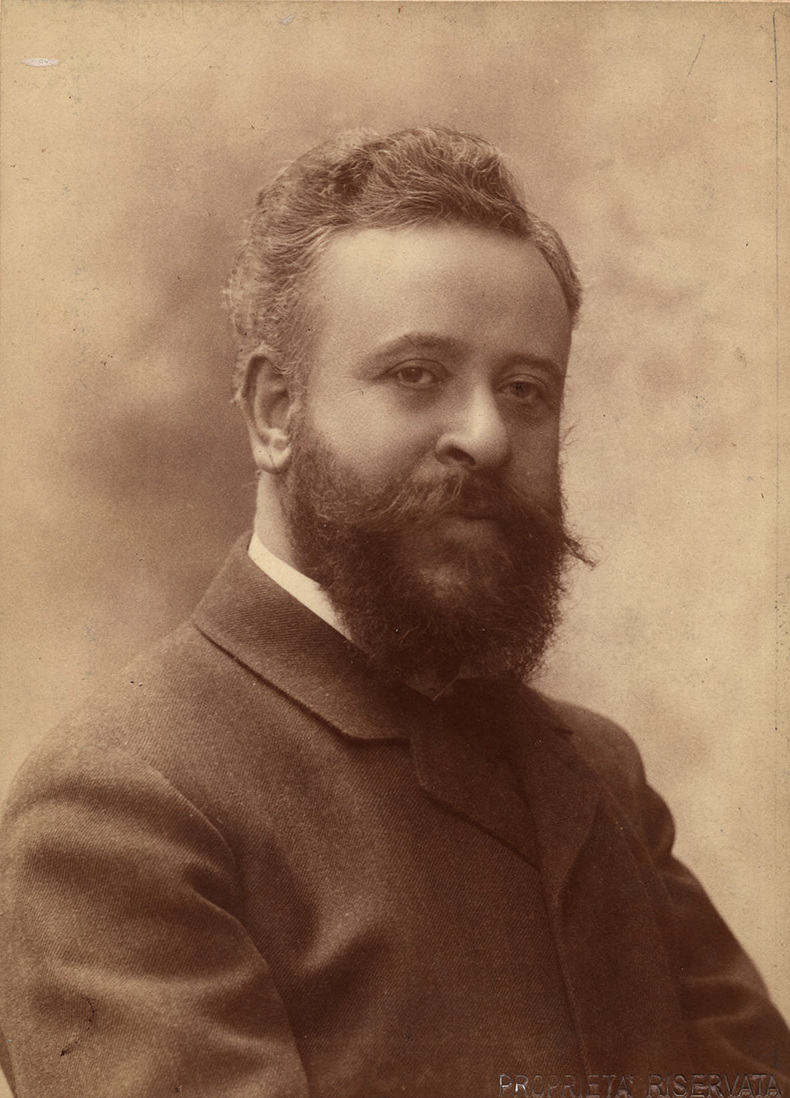
Alberto Franchetti

Cristoforo Colombo (Christofer Columbus) är en opera i fyra akter och epilog med musik av Alberto Franchetti och libretto av Luigi Illica. Den skrevs för att fira 400-årsminnet av Christofer Columbus ankomst till Amerika. Operan hade premiär den 6 oktober 1892 på Teatro Carlo Felice i Genua.

## Historia
Operan beställdes av staden Genua, Columbus födelsestad, och handlar om upptäcktsresan, motståndet från spanska myndigheter, Columbus uppmuntran från drottning Isabella och slutligen, efter hans svårigheter och triumfer, hans sorg när han får beskedet om hennes död.
Verket är i grunden en melodisk opera, endast perifert påverkad av den framväxande verismstilen, och är harmoniskt rik med uppenbarliga referenser till verk av Richard Wagner och Giacomo Meyerbeer. Monologen i akt 2 innehåller ett Rhen-liknanade motiv; efter ropen Terra! Terra! svarar orkestern med Tristan-liknanade extas, varpå följer ett regnbågs-liknande triumfutbrott. Verkets anti-kyrkliga innehåll noterades, särskilt i operans tidigare versioner: det är kyrkans män som till en början motsätter sig resan och som våldsamt försöker frälsa de sydamerikanska urinvånarna.

## Uppförandehistorik
Operan hade premiär på Teatro Carlo Felice i Genua den 6 oktober 1892 och dirigerades av Luigi Mancinelli med dekor utförda av Ugo Gheduzzi och kostymer av Adolfo Hohenstein. Samma år framfördes den i en reviderad version på La Scala i Milano. Den sattes upp flera gånger i Italien (flera gånger dirigerad av Arturo Toscanini), och i Buenos Aires. USA-premiären framfördes av Philadelphia-Chicago Grand Opera Company på Philadelphia Metropolitan Opera House den 20 november 1913 med Titta Ruffo i titelrollen, Rosa Raisa som drottning Isabella, Amedeo Bassi som Don Fernan Guevara och Gustave Huberdeau som Don Roldano Ximenes.
Trots den inledande framgången gjordes massiva strykningar i första versionen på upp till 100 orkestersidor. En serie äventyr i akterna 3 och 4 ansågs för långa. Den slutliga versionen från 1923 består av tre akter och utesluter allt amerikansk, även om den innehåller mycket av dess musik. Librettot var ett av Luigi Illicas första och kantades av svårigheter från kompositörens sida. Illica drog tillbaka sitt namn från projektet efter premiären.

## Personer

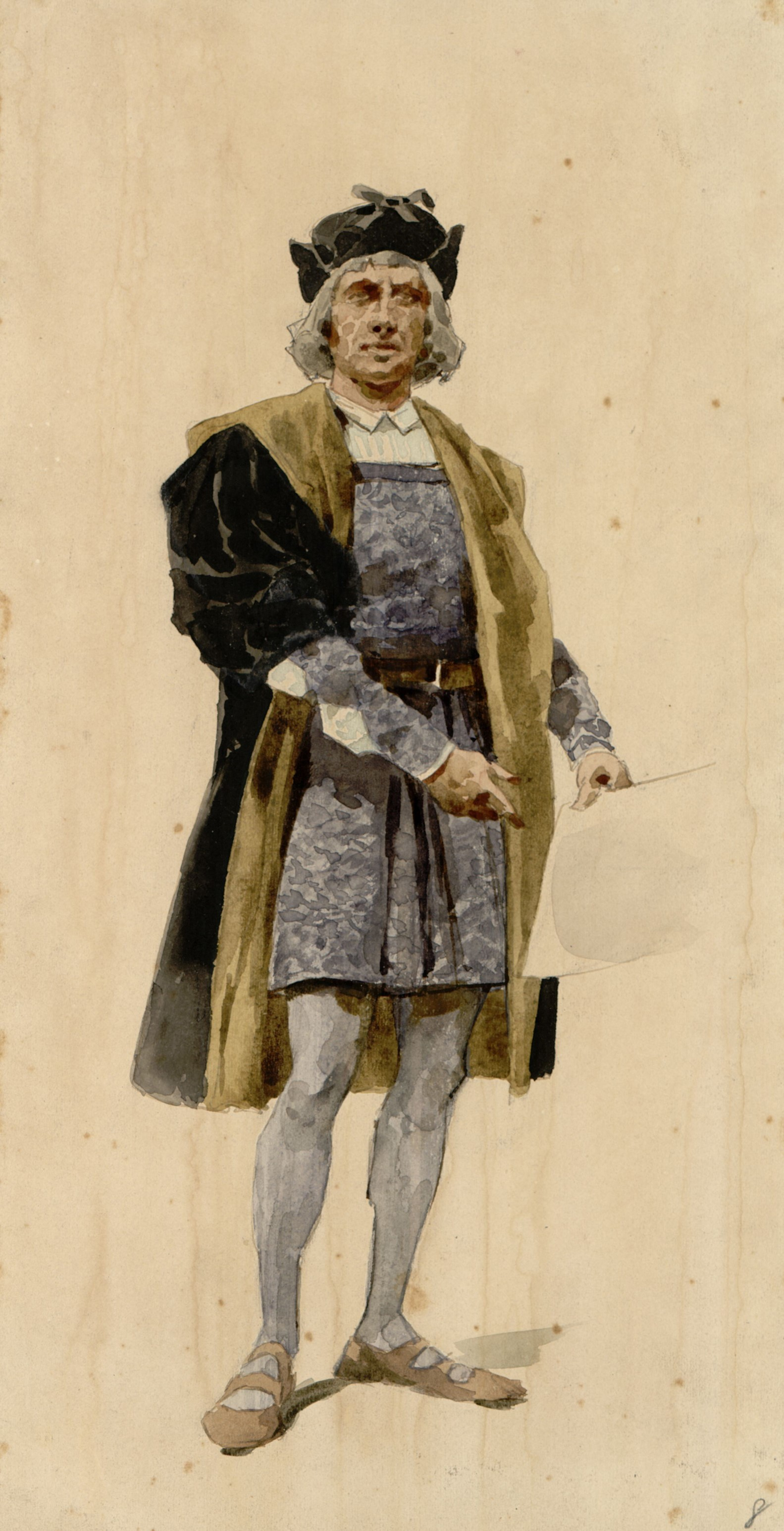
Kostymdesign till uppsättning 1918

| Roller                                               | Röststämma  | Premiärbesättning 6 oktober 1892 Dirigent: Luigi Mancinelli |
| ---------------------------------------------------- | ----------- | ----------------------------------------------------------- |
| Cristoforo Colombo, Christofer Columbus              | baryton     | Giuseppe Kaschmann                                          |
| Isabella de Aragona, Drottning Isabella I av Spanien | sopran      | Elvira Colonnese                                            |
| Don Fernando Guevara, Kapten för Kungliga livgardet  | tenor       | Edoardo Garbin                                              |
| Don Roldano Ximenes, en spansk riddare               | bas         | Francesco Navarrini                                         |
| Matheos, skeppsförman                                | tenor       | Giovanni Paroli                                             |
| Anacoana, en indiandrottning                         | mezzosopran | Giulia Novelli                                              |
| Iguamota, hennes dotter                              | sopran      | Elvira Colonnese                                            |
| Bobita, den gamle hövdingen                          | bas         | Vittorio Cesarotto                                          |
| Yanika, hans dotter                                  | sopran      | Carolina Mussini                                            |
| Bobadilla, falsk budbärare från kungen av Spanien    | bas         | Raffaele Terzi                                              |

## Handling
Den första delen berättar om upptäckten av Amerika och äger rum 1487 (första akten) och 1492 (andra akten). Den andra delen berättar om erövringen och äger rum 1503 (tredje och fjärde akten) och 1506 (epilog).
Akt ett
På gården till Sankt Stefans kloster i Salamanca väntar man på rådets svar på Columbus teorier om möjligheten att åka till Indien från väst över Atlanten. Tre romer sjunger legenden om San Brandano och underverk på okända avlägsna stränder. Riddaren Don Roldano Ximenes berättar å sin sida en makaber legend där han talar om ett stort monster som slukar fartyg. Under tiden lämnar rådet klostret och förklarar att Columbus teorier är en galnings drömmar. Columbus hånas av folkmassan som Roldano rör upp, men Don Fernan Guevara, kapten för livgardet, försvarar honom. Folkmassan skingras och Columbus grips av tvivel. Drottning Isabella känner igen och tröstar honom genom att berätta för honom en vision där det nya landet han upptäckte visade sig för henne.
Akt två
Columbus har fått tre skepp för att utföra den vågade utforskningen tack vare drottningens förbön. På Santa Maria har kompassens nål avvikit, och detta väcker hos alla fasa, men Columbus lyckas lugnar de rädda. Men den långa navigeringen har skapat trötthet och misstro. Roldano passar på att piska upp stämningen hos besättningen, men ropet "land, land!" förvandlar ilska till en entusiastisk glädje.
Akt tre och fyra
Av girighet dödar spanjorerna indianerna nära Xaragua, vid stranden av den heliga sjön. En Cacico dödades, som indianerna tar med sig till begravningen. Drottning Anacoana vet att Roldano konspirerar mot Columbus och väntar på hämndens timme. Guevara (som har blivit kär i drottningens dotter, Iguamota) tillkännager Columbus order och i själva verket anländer ett fartyg från vilket Bobadilla går i land. Den senare tar ifrån kommandot från Columbus och låter kedja honom. Under tiden dödar Roldano Anacoana eftersom hon inte ville vittna mot Columbus och indianerna tar upp sina klagomål om drottningens död.
Epilog
I Medina del Campo leder Guevara Columbus till klostret med gravarna till kungarna i Kastilien. Columbus faller, förstörd av smärtorna och det långa fängelsestraffet. Guevara kommer att gå till drottningen för att be med kungen och göra honom rättvisa. Under Guevaras frånvaro kommer en procession av flickor in med blommor på en hög, medan prästerna reciterar böner. Columbus ifrågasätter flickorna och får veta att drottningen har begravts där i tre dagar. Denna nya stora smärta dödar Columbus som dör i Guevaras armar.